# Patù
Patù är en ort och kommun i provinsen Lecce i regionen Apulien i Italien. Kommunen hade 1 700 invånare (2017).